# Хилков, Степан Александрович
Князь Степан Александрович Хилков (1785—1854) — русский генерал-лейтенант из княжеского рода Хилковых, участник Наполеоновских войн и подавления Ноябрьского восстания.

## Биография

### Начало деятельности
Родился в 1786 г. в семье бежецкого помещика князя Александра Яковлевича Хилкова и его жены Екатерины Сергеевны, урождённой Кологривовой. Первоначальное воспитание получил в родительском доме, затем в 1-м кадетском корпусе, в пансионе профессора Папинье и, наконец, в славившемся в своё время пансионе Жакино. 25 декабря 1799 г. он поступил на службу подпрапорщиком в лейб-гвардии Преображенский полк, откуда через два года переведён эстандарт-юнкером в лейб-гвардии Конный полк и, оставаясь в последнем, 4 сентября 1802 г. произведён в корнеты.

### Кампаниитретьейичетвёртойкоалиций
В рядах Конного полка князь Хилков участвовал в кампаниях 1805 и 1807 гг. и находился в кровопролитной битве под Аустерлицем и в сражениях под Гуттштадтом, Гейльсбергом и Фридландом; в последнем он получил сильную контузию в правый бок и заслужил орден св. Георгия 4-й степени (20 мая 1808 г., № 1992 по списку Григоровича — Степанова, № 900 по списку Судравского)
В воздаяние отличнаго мужества и храбрости, оказанных в сражении против французских войск 2 июня при Фридланде, где в атаке с полком на неприятельскую конницу и колонну пехоты, будучи водим усердием и рвением, способствовал примером мужества к совершенному их разбитию, а равно находился в неоднократных на неприятеля нападениях с полковником графом Ожаровским, причем и ранен.
В 1809 г. князь Хилков был уже в чине ротмистра, но с началом турецкой кампании вышел в отставку и, будучи волонтером при главнокомандующем Молдавской армией, графе Каменском, выехал в Бухарест. Сопутствуя армии, он находился при переходе её за Дунай, при осаде Силистрии и в операциях против Шумлы, но вскоре был вызван в Санкт-Петербург, где, по воле цесаревича Константина Павловича, 26 июля 1810 г. был зачислен чином капитана в лейб-гвардии Драгунский полк и принял в командование лейб-эскадрон.

### Отечественная война 1812 года
13 октября 1811 г. князь Хилков был произведён в полковники и в марте следующего года выступил с полком в поход к западной границе, к Вилькомиру, где поступил в состав 1-го резервного кавалерийского корпуса генерал-адъютанта Уварова. Отступление графа Витгенштейна от Кайдан к Друе доставило князю Хилкову блестящий случай к отличию. Оперируя с авангардом Кульнева у реки Вилейки, он получил приказание со своим эскадроном возвратиться в Вилькомир, но последний был уже занят неприятелем. Это обстоятельство поставило эскадрон князя Хилкова в тылу целого корпуса маршала Удино; оставалось одно средство к спасению — прорваться сквозь неприятельские ряды. Князь Хилков понёсся вперед под ружейными выстрелами и, несмотря на устремившихся на перерез его пути французских конных егерей, ускользнул от них и на другой день присоединился к корпусу Уварова.
Вслед за тем, следуя дальнейшему отступлению 1-й западной армии, князь Хилков участвовал в сражениях под Витебском, Смоленском и Бородиным и два дня спустя — в деле под Можайском, за что был награждён орденом св. Владимира 3-й степени.
9 сентября лейб-гвардии Драгунский полк поступил в состав партизанского отряда генерала Дорохова, отправленного из села Дисны на Московскую дорогу для истребления следовавших к Москве неприятельских обозов. Успешное действие отряда в тылу армии Наполеона побудило последнего выслать против Дорохова несколько полков под начальством генерала Ламюзе. 15 сентября у с. Бурцова партизанский отряд был атакован неприятелем. Незаметным движением князь Хилков обошёл в тыл французский пехотный батальон, атаковал и смял его, после чего атакованный в свою очередь во фланг двумя эскадронами французских гвардейских драгун, столь же стремительным натиском отбросил их и обратил в бегство. Эта замечательная встреча гвардейских полков двух армий происходила на глазах генерала Дорохова, который поблагодарил князя Хилкова за одержанный успех и послал его в неприятельское каре с предложением сдаться. Неприятель встретил его ружейными выстрелами. Тогда Дорохов велел снова атаковать французов и князю Хилкову приказал заслонить им отступление в находившийся вблизи лес. С половиной своих эскадронов Хилков бросился в атаку против неприятеля, но был ранен пулей в правый пах навылет и замертво унесен с поля сражения. За дело при Бурцове он получил алмазные знаки к ордену св. Анны 2-й степени.
По выздоровлении, в начале ноября 1812 г., князь Хилков возвратился в полк и участвовал с главной армией в преследовании неприятеля до границы.

### Заграничные походы 1813 и 1814 годов
Перейдя в первый день января 1813 года с полком за Неман и следуя далее через Пруссию и Силезию в Саксонию, он участвовал в сражениях под Люценом и Бауценом, находясь с лейб-гвардии Драгунским полком в прикрытии артиллерии и в продолжение перемирия, с 21 мая по 3 августа, состоял в главном резерве Богемской армии, бывшей под начальством цесаревича Константина.
По возобновлении военных действий, князь Хилков участвовал в наступательном движении армии из Силезии к Дрездену, в сражении под Дрезденом и в двухдневной знаменитой битве 17 и 18 августа под Кульмом, где 17 числа был снова ранен пулей в правую руку, но не покинул строя. За Кульмский бой он получил золотую шпагу с надписью «За храбрость» и прусский знак Железного креста (Кульмский крест). Вслед за тем князь Хилков 4—6 октября находился в сражениях под Лейпцигом, 11 октября в деле между Экартсбергом и Бютельштетом и потом в преследовании остатков армии Наполеона до Рейна, где сдал полк генералу Чичерину.
Кампанию 1814 года князь Хилков начал в отряде генерал-лейтенанта Дибича, посланного к Сезану для содержания сообщения с Силезской армией Блюхера, которая следовала от Бриенна к Шалону. В составе отряда князь Хилков участвовал 2, 3 и 5-го февраля в делах с французами под Сезаном и Монмиралем, а по отступлении Дибича за Об получил в командование особый отряд в составе четырёх эскадронов гвардейской кавалерии и сотни казаков, с которым был двинут через Арсис к Планси, во фланг и тыл неприятеля, шедшего из Реймса к Арсису.
8 марта князь Хилков завязал перестрелку с гвардией Наполеона, но, уклоняясь от неравного боя, отступил и 10 марта двинулся по Витриской дороге по следам неприятельской армии, и пройдя до деревни Сомпюи, в продолжение двух суток беспокоил французский арьергард перестрелкою, после чего возвратился к полку.
Участие князя Хилкова в войне 1814 года закончилось блестящим подвигом в битве под Фер-Шампенуазом, когда, по выбору цесаревича, лейб-драгуны получили приказание атаковать неприятельские батареи. Князь Хилков с двумя эскадронами первый двинулся на орудия, но в середине боевой линии французов был внезапно атакован во фланг тремя эскадронами французских латников. Повернув свои эскадроны навстречу неприятелю, Хилков ввязался с ним в жестокий рукопашный бой и опрокинул латников. В этом бою он был ранен пулей из пистолета в кисть правой руки навылет и, сбитый с лошади, едва не поплатился жизнью за одержанный успех. За свой мужественный подвиг князь Хилков был награждён чином генерал-майора (старшинство установлено с 13 марта 1814 года) и получил пожалованные ему королями прусским и баварским за участие в войне 1814 года ордена «За заслуги» и Максимилиана Иосифа.
14 сентября 1814 года князь Хилков был назначен состоять по кавалерии, но в следующем году прикомандирован ко 2-й уланской дивизии и при вторичном походе во Францию командовал бригадой.

### Между войнами
По окончании военных действий он прибыл в Париж для совета с докторами о своей ране, а оттуда, по личному приказанию императора Александра, отправился к Висбаденским водам для лечения. По возвращении в Россию князь Хилков 9 апреля 1816 г. был назначен командиром 2-й бригады 1-й уланской дивизии, 23 мая 1822 г. — командиром лейб-гвардии Гусарского полка, 26 сентября 1823 г. — командиром 2-й бригады легкой гвардейской кавалерийской дивизии (с оставлением в должности командира полка), 17 мая 1824 г. — начальником числившейся при гвардейском корпусе 1-й уланской дивизии, 22 августа 1826 г., в день коронации императора Николая Павловича, произведён в генерал-лейтенанты, 5 июля 1827 г. награждён орденом св. Владимира 2-й степени и 6 декабря 1830 г. — орденом св. Анны 1-й степени с императорской короной, получив, в течение десяти лет, 22 монарших благоволения.

### Польский поход 1831 года

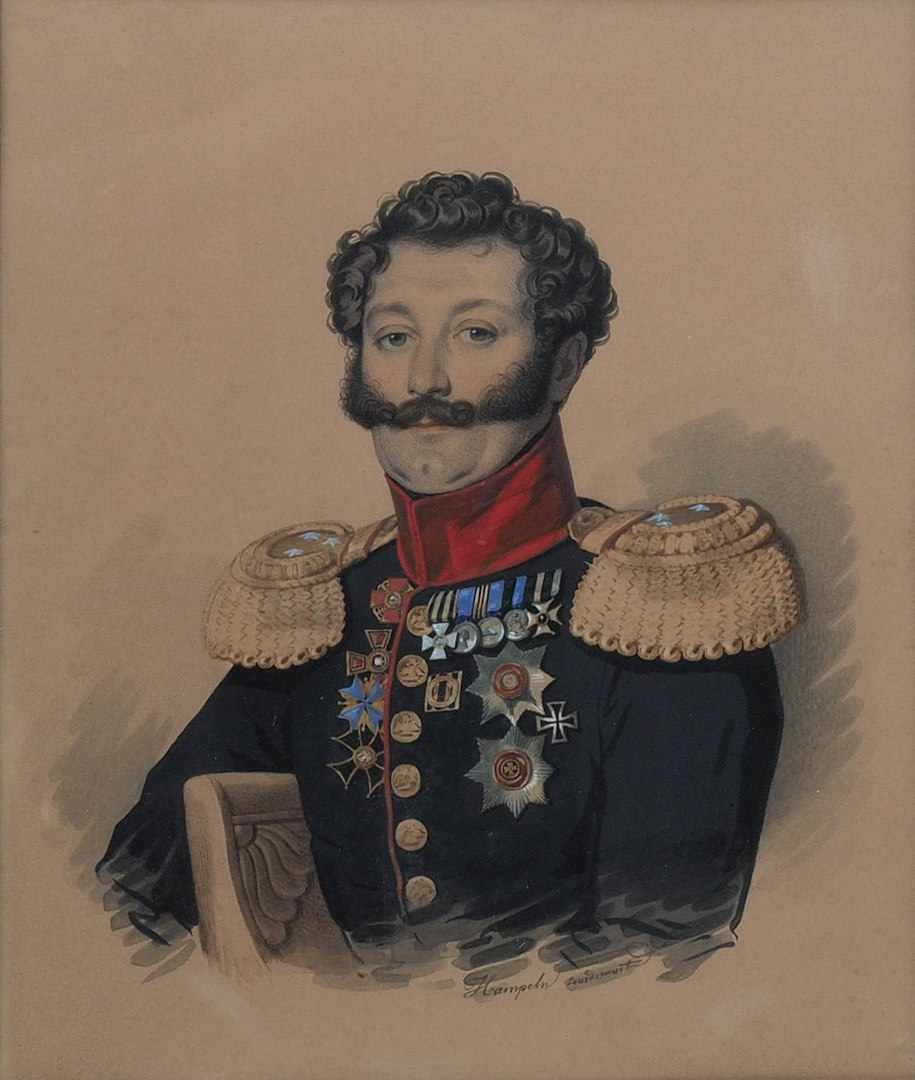
Портрет князя С. А. Хилкова
работы К. Гампельна, 1830-е гг.

Мятеж, вспыхнувший в Царстве Польском в конце 1830 г., снова вызвал князя Хилкова на боевое поприще.
Выступив из дивизионной квартиры, бывшей в Твери, с полками 1-й уланской дивизии, он перешёл 12 марта границу Царства Польского в Брест-Литовске и здесь, по случаю свирепствовавшей в окрестностях холеры, был оставлен начальником Брест-Литовска и Тирасполя.
В конце марта князю Хилкову был поручен особый отряд для действий в Витебской губернии против литовских мятежников. Одну бригаду 1-й уланской дивизии он направил через Августовское воеводство, а другую, вместе с 5-й пехотной дивизией, повёл сам через Белосток, Гродно и Меречь в Вильну, выступив откуда 16 апреля с 12-м егерским и Сибирским уланским полками и четырьмя орудиями, на другой день разбил двухтысячный отряд виленских мятежников под местечком Ширвинты и преследовал их до Гедроиц. 18 числа он вытеснил их и оттуда, двинулся далее через Маляты и Колтиняны в г. Свенцяны и очистил последний от скопищ мятежников Борткевича.
Холера, обнаружившаяся в войсках, заставила, однако, князя Хилкова временно остановиться в Свенцянах. Время остановки он употребил на восстановление сообщения между Вилькомиром и Динабургом, после чего разогнал мятежников между Вильной и Вилькомиром и 14 мая занял последний.
Преследуя неприятеля, князь Хилков продолжал движение к Купишкам, когда получил известие, что к Вильне идет корпус мятежников, предводимый Гельгудом. Форсированным маршем князь Хилков возвратился в Вильну, собрал весь свой отряд и, выйдя навстречу отряду Дембинского, составлявшему авангард корпуса Гельгуда, в 8 верстах от города разбил его и принудил отступить.
Через день князь Хилков принял деятельное участие в поражении наголову самого Гельгуда на Понарской горе, после чего был послан в Ковну, 16 июня занял его своим авангардом, овладел мостом через р. Вилию и взял в плен более 600 человек, 30 офицеров и полковника Кекерницкого, командира гарнизона. Хилков находился вслед за тем при преследовании корпуса Гельгуда до самой Пруссии, где мятежники, сложив оружие, перешли границу.
Во вторую половину похода князь Хилков, следуя через Ковну форсированными переходами на Ломжу, Остроленку и Липно, 7 августа переправился через Вислу у Осьека и, достигнув Сохачева, получил повеление обеспечить своим отрядом левое крыло армии. Примкнув вслед за тем к главным силам фельдмаршала Паскевича, во время приступов к передовым укреплениям Варшавы, он командовал всей кавалерией нашего левого фланга и за оказанные при покорении Варшавы отличия награждён орденом св. Александра Невского.
29 августа князь Хилков вступил в командование авангардом корпуса графа Палена и преследовал выступивших из Варшавы мятежников. Двигаясь через Липно, он 21 сентября настиг у Рыпина корпус Рыбинского и двое суток теснил его до Прусской границы, где мятежники сложили оружие. За отличие в Польскую войну был награждён знаком «Virtuti militari» 2-й степени.

### Командование корпусами и временная отставка
6 октября 1831 г., по усмирении польского мятежа, князь Хилков был назначен командиром 4-го резервного кавалерийского корпуса, сдав свою дивизию принцу Адаму Виртембергскому; вскоре за тем, 10 апреля 1832 г., на пути в Россию, назначен командиром 3-го резервного кавалерийского корпуса, а со 2 апреля по 15 октября 1833 г. командовал 2-м резервным кавалерийским корпусом. 15 октября 1833 г. по собственному желанию отчислен по кавалерии и 6 декабря того же года назначен командиром 4-го пехотного корпуса, впоследствии переименованного в 6-й.
15 сентября 1834 г. князь Хилков был награждён алмазными знаками ордена св. Александра Невского, 9 июля следующего года получил увольнение в годовой отпуск для излечения болезни и 30 декабря 1836 г., по прошению, был уволен от службы. (Подлинной причиной отставки мог быть разрыв его сестры Любови с Николаем Павловичем, подробнее см. статью о С. Д. Безобразове).
Оставив службу, ознаменованную деятельным участием в главных событиях всех войн императора Александра с Наполеоном и в подавлении польского восстания, князь Хилков поселился сначала в Москве а затем переехал на жительство в Тверь. В 1848 г. поправившееся здоровье возбудило в князе Хилкове желание не оставаться в бездействии во время готовившегося венгерского похода, и 15 июня того же года он был снова принят на службу, с назначением состоять по кавалерии. Был произведён в генерал-лейтенанты со старшинством в чине с 7 февраля 1838 года. Однако старые раны снова дали о себе знать и через некоторое время Хилков оставил активную военную деятельность, но продолжал числиться в лейб-гвардии Гусарском полку.
Умер 10 октября 1854 г. и был похоронен рядом с родителями в родовом поместье Синева Дубровка Бежецкого уезда.
Детей от брака с известной в своё время красавицей, Елизаветой Семёновной Волчковой, вдовой статс-секретаря П. А. Обрескова, не имел. Племянник — министр путей сообщения М. И. Хилков, внучатый племянник — известный толстовец Д. А. Хилков.